# Christoffer Lilleholt
Christoffer Lilleholt (født 18. oktober 1995) har været Rådmand for By- og Kulturforvaltningen i Odense Kommune for Venstre

## Baggrund
Christoffer er født i Odense og er søn af folketingsmedlem Lars Chr. Lilleholt. Han dimitterede i 2019 med en kandidatgrad i Statskundskab fra Syddansk Universitet.
Christoffers politiske engagement startede i Venstres Ungdom (VU). Christoffer har været Næstformand i VU Odense og fra 2014-2016 sad han i forretningsudvalget for Venstres Ungdom, det ene år som Landsnæstformand.

## Politisk karriere
Christoffer blev første gang valgt til Odense Byråd i 2013 med 698 antal personlige stemmer. Efter valget i 2017 blev Christoffer Politisk Ordfører for hans parti frem til hans udnævnelse som Rådmand.
Den 6/11 2019 blev Christoffer Lilleholt valgt som Venstres spidskandidat frem mod det kommende kommunalvalg da rådmand Jane Jegind i et interview havde meddelt hun ikke agtede at genopstille.